# ليجوداكتيلوس وليامزي
ليجوداكتيلوس وليامزي (بالإنجليزية: Lygodactylus williamsi)‏ هو نوع من السحالي المهددة بالانقراض في عائلة الوزغية. هذا النوع مستوطن في منطقة صغيرة من تنزانيا. تشمل الأسماء الشائعة أبو بريص الفيروزي القزم، ووليام أبو بريص القزم، وفي تجارة الحيوانات الأليفة الوزغة الزرقاء الكهربائية.
تُباع العينات غير القانونية التي يتم صيدها من الحيوانات البرية على نطاق واسع في تجارة الحيوانات الأليفة، وغالبًا ما توصف خطأً بأنها تم تربيتها في الأسر. وعلى الرغم من أن لـ. الويليامسي تتكاثر في الأَسِر إلا أن صغارها تتطلب الكثير من العناية، مما يجعل التكاثر على نطاق واسع أمرًا صعبًا.[بحاجة لمصدر أفضل] وقد تم إطلاق مشروع تربية أسيرة وكتاب تربية الحيوانات (سجل السلالات) من قبل حدائق الحيوان التابعة لـ EAZA في عام 2013.
وُضِع النوع لـ. الويليامسي تحت حماية الملحق ب بالاتحاد الأوروبي في ديسمبر 2014، وبموجب حماية الملحق أ بالاتحاد الأوروبي في يناير 2017، وبموجب حماية اتفاقية سايتس الملحق الأول في يناير 2017. إذ لا يجوز الاحتفاظ بالوزغة أو بيعها في الاتحاد الأوروبي بدون وثائق وتصاريح قابلة للتجديد كل ثلاث سنوات، كما يجب الآن تسجيل الأبو بريصات. وتنطبق قيود مماثلة في بعض الولايات القضائية الأخرى.

## التوزع السكاني
يتعرض بقاء لـ. الويليامسي للتهديد في الغالب من خلال جمع (غير قانوني تمامًا) لتجارة الحيوانات الأليفة الدولية. حيث أنه معرض لخطر شديد ويعتقد أن عدد السكان يتناقص بسرعة.
على الرغم من أن التجارة في الأبو بريص الفيروزي الذي يتم صيده في البرية أمر غير قانوني، إلا أن الأبراص التي يتم صيدها في البرية تُباع عادةً في متاجر الحيوانات الأليفة. وتشير التقديرات إلى أنه بين ديسمبر 2004 ويوليو 2009 تم أخذ ما لا يقل عن 32310 إلى 42610 أبو بريص من قبل مجموعة واحدة، أي حوالي 15 ٪ من سكان البرية في ذلك الوقت.
النطاق الجغرافي
تم العثور على لـ. الويليامسي فقط في 8 كيلومترات مربعة (3.1 ميل مربع) من غابة كيمبوزا ومحمية غابة روفو ومباغالالا وموهالاما على ارتفاع 170-480 مترًا (560–1570 قدمًا). وتقع هذه عند سفوح جبال أولوغورو في شرق تنزانيا.
تم تقدير التجمعات السكانية الفرعية في محمية غابة كيمبوزا بنحو 150.000 بالغ في عام 2009. أما حجم المجموعات السكانية الفرعية المتبقية غير معروف، ولكن لا يُعتقد أن حجمها يساهم بشكل كبير في إجمالي السكان. حيث إن الموقعين المعروفين خارج المناطق المحمية صغيرين: فأحدهما يتكون من 14 شجرة باندانوس (تم تطهير الباقي من مزارع الموز) والآخر قريب بنفس القدر من الاختفاء.

## الموطن
في البرية يعيش أبو بريص اليوم الفيروزي حصريًا على اللولب (المتوطن في القائمة الحمراء) باندانوس راباينسيس ومعظمه في تاج الورقة. حيث يعيش فقط على الأشجار الكبيرة التي يزيد طول أوراقها عن 1 متر (3.3 قدم). وعادةً ما يحتوي التاج ذو الورقة الواحدة على فرد واحد أو ذكر بالغ، وأنثى بالغة، وأحداث. ويأكل الحشرات الصغيرة ويشرب الماء من الأوراق. كما أنه مغرم بالرحيق.

### فقدان الموطن
يقوم هواة الجمع عادةً بقطع أشجار الصنوبر للوصول إلى الأبراص التي تعيش في قمة الأوراق، مما يؤدي إلى تدمير موطن الأبو بريص. يُعتقد أن العديد من الوزغات تموت أثناء شحنها إلى السوق. ومن المحتمل أن تمثل تجارة الحيوانات الأليفة تهديدًا أسوأ من فقدان موطنها الطبيعي، حيث يقتصر وجود الوزغة الآن على الغابة في تنزانيا وهي معرضة لخطر الانقراض في البرية مع إزالة الغابات.
كما أن موطن الغابات الاستوائية  لـ«لـ. الويليامسي» يتقلص ويتفتت. ولا يتم حماية أي من محميات غابات المستجمعات حيث توجد بشكل جيد. تتعرض الغابة لتهديد خطير من قبل جامعي الحيوانات الأليفة، وتطهير الأراضي الزراعية، وقطع الأشجار غير القانوني، والحرائق المتكررة بشكل متزايد، وتعدين الياقوت والتورمالين والرودولايت والذهب والدولوميت والحجر الجيري من النتوءات التي تنمو عليها البراغي. وتشكل الأشجار الغازية مثل سيدريلا أيضًا تهديدًا. لكن هناك غابة صغيرة تركت غير متأثرة.

## المظهر
ذكور لـ. الويليامسي زرقاء زاهية مع خطوط سوداء كثيفة على الحلق ومسام مرئية قبل الشرج وانتفاخات نصفية. وتتراوح الإناث من البني أو البرونزي إلى الأخضر الفاتح، ولديها القليل من اللون الأسود على الحلق. إذ يمكن بسهولة الخلط بين الإناث والذكور الأحداث أو المضطهدين اجتماعيا الذين يكونون أيضا خُضر وأحياناً بجبيرة مزرقة. أما الجانب السفلي لكلا الجنسين فبرتقالي. وتختلف ألوان الأفراد حسب الحالة المزاجية ودرجة الحرارة. قد يتراوح الذكور من الأسود أو الرمادي إلى الأزرق الكهربائي اللامع. وقد تتراوح الإناث من البني الداكن إلى الأخضر اللامع مع خطوط فيروزية. ويبلغ طول فتحة الأنف البالغة من 5 إلى 8 سم (2.0 إلى 3.1 بوصة).
الليجوداكتيلوس spp. تم نشر دليل تحديد الهوية عبر الإنترنت من قبل سايتس، وذلك إلى حد كبير لاستخدام ضباط الجمارك (الشحنات غير القانونية من هذه الأبراص غالبًا ما يتم وضع علامات مضللة عليها عمدًا).

## السلوك
مثل كل الأبراص من جنس ليجوداكتيلوس وفلسوما يعتبر لـ. الويليامسي نهاريًا. حيث أنها جريئة ونشطة واجتماعية. والذكور إقليميون ولا يتسامحون بشكل عام مع وجود ذكور آخرين. كما تشمل الإيماءات الاجتماعية التسطيح الجانبي والنفخ من رقعة الحلق وهز الرأس وتمايل الرأس وهز الذيل.

## التكاثر
ذكور لـ. الويليامسي مع تسطيح جانبي وينتفخ من كيس الحلق ويتمايل في الرأس. وبعد أسبوعين إلى ثلاثة أسابيع من الجماع تضع الأنثى مخلبًا مكونًا من 1 أو 2 بيضة بيضاء ذات قشرة صلبة بحجم حبة البازلاء والتي يتم لصقها على سطح في مكان آمن ومخفي. يفقس البيض في مدة من 60 إلى 90 يومًا.

## إتيمولوجيا
بحسب علم أصول الكلمات فإن الاسم المحدد «ويليامسي» الذي أطلقه عالم الحيوان البريطاني آرثر لوفريدج على الوزغة، يكرم عالم الزواحف الأمريكي إرنست إدوارد ويليامز.